# Epiblastus
Epiblastus es un género que tiene 22 especies de orquídeas: Es nativo de Nueva Guinea a Filipinas.

## Taxonomía
El género fue descrito por Rudolf Schlechter y publicado en Die Flora der Deutschen Schutzgebiete in der Südsee 136. 1905.

## Especies deEpiblastus
- Epiblastus accretus J.J.Sm. (1934)
- Epiblastus acuminatus Schltr. (1911)
- Epiblastus angustifolius Schltr. (1919)
- Epiblastus auriculatus Schltr. (1912)
- Epiblastus basalis Schltr. (1911)
- Epiblastus buruensis J.J.Sm. (1928)
- Epiblastus chimbuensis P.Royen (1979)
- Epiblastus cuneatus J.J.Sm. (1908)
- Epiblastus kerigomnensis P.Royen (1979)
- Epiblastus lancipetalus Schltr. (1911)
- Epiblastus masarangicus (Kraenzl.) Schltr. (1911)
- Epiblastus merrillii L.O.Williams (1940)
- Epiblastus montihageni P.Royen (1979)
- Epiblastus neohibernicus Schltr. (1911)
- Epiblastus ornithidioides Schltr. (1905) - especie tipo
- Epiblastus pteroglotta Gilli (1980 publ. 1983)
- Epiblastus pulchellus Schltr. (1911)
- Epiblastus pullei J.J.Sm. (1914)
- Epiblastus schultzei Schltr. (1922)
- Epiblastus sciadanthus (F.Muell.) Schltr. (1905)
- Epiblastus torricellensis Schltr. (1911)
- Epiblastus tuberculatus R.S.Rogers (1925)